# Universidad de Oriente Núcleo de Anzoátegui
La Universidad de Oriente Núcleo de Anzoátegui (UDO Anzoategui) de la Universidad De Oriente,  es una institución pública venezolana de educación superior, que inició sus labores el 9 de enero de 1963 como el "Instituto Tecnológico de Oriente". Su campus  se encuentra ubicada en la ciudad de Barcelona, Estado Anzoategui, con extensiones en otras ciudades de dicho Estado.
Actualmente cursan estudios aproximadamente 22.000 estudiantes en pregrado y 500 estudiantes en postgrado. Cuenta con dos extensiones, una se encuentra en la ciudad de Anaco y la otra en la ciudad de Cantaura donde se imparten carreras para el aprovechamiento de la región. Según el Ranking Académico de Universidades está posicionada en el 5.º lugar entre los principales institutos de Venezuela.

## Historia
La Universidad de Oriente fue creada el 21 de noviembre de 1958, mediante el Decreto Ley Nro. 459 dictado por la Junta de Gobierno presidida por el Dr. Édgar Sanabria, siendo Ministro de Educación el Dr. Rafael Pizani.
El 20 de febrero de 1960, por Resolución del Consejo Universitario se crea en Barcelona, el Núcleo de Anzoátegui de la Universidad de Oriente, respondiendo a las exigencias regionales de profesionales y técnicos. Este núcleo inicia sus actividades docentes el 12 de febrero de 1963, con la apertura de las carreras de Ingeniería Eléctrica, Ingeniería Mecánica, Ingeniería Industrial e Ingeniería Química. Los fundadores y primeros y únicos profesores de este Núcleo, originalmente concebido como Instituto Tecnológico de Oriente, fueron los Ingenieros Justo Márquez Muñoz Tébar y Humberto Antonorsi de Ingeniería Mecánica, Rafael Hernández Olivares de Ingeniería Eléctrica y Alberto Ochoa de Ingeniería Química
En el segundo semestre de 1974 se reestructura el Núcleo de Anzoátegui, creándose las Escuelas de Ingeniería y Ciencias Aplicadas, la Escuela de Ciencias Administrativas, la Escuela de Medicina y la Unidad de Estudios Básicos. Actualmente se dictan 14 carreras en su sede de Barcelona. La extensión de Anaco se creó para ofrecer las carreras de Contaduría Pública, Administración, Ingeniería Industrial e Ingeniería de Sistemas.

## Campus
La Comisión Organizadora de la Universidad de Oriente decidió la creación del Núcleo de Anzoátegui, para lo cual se integró un equipo de ingenieros conformado por el Ing. Mecánico Justo Marquez Muñoz Tébar, graduado en Estados Unidos, quien lo coordinaba y administraba y a la vez se encargaría de la planificación de la carrera de ingeniería mecánica; el Ing. Humberto Antonorsi, con estudios de ingeniería metalúrgica en Alemania; el Ing. Químico Alberto Ochoa, a cargo de la futura carrera de ingeniería Química; y el Ing. Electricista Rafael Hernández Olivares, con estudios de postgrado en Francia, a cargo de ingeniería eléctrica.
La Comisión Organizadora de la UDO celebró un convenio con el Gobierno de Francia para crear en Puerto La Cruz un Centro Franco Venezolano de Formación Profesional destinado a la formación y especialización de personal técnico en electricidad. A estos efectos, el ingeniero Rafael Hernández Olivares coordinó con la Electricidad de Francia todo lo concerniente a la creación de dicho centro. El centro inició sus actividades en un local en la anteriormente llamada Carretera Negra, ahora Avenida Municipal. En ese mismo local, se dictaron las primeras clases a un grupo de estudiantes de Ingeniería Química procedentes de Cumaná. Posteriormente, se alquiló un galpón en la misma avenida, donde se instalaron provisoriamente las aulas y oficinas, y se comenzaron las carreras de ingeniería mecánica y eléctrica, además de la ya existente ingeniería química.
En ese entonces, se realizaron gestiones para la adquisición de los terrenos para la construcción del Instituto Tecnológico de Oriente (ITO), con resultados positivos. En el cerro que colinda con esos terrenos, se observa el símbolo de la Universidad y las letras que lo identifican como sede de su Instituto Tecnológico.
El Núcleo de Anzoátegui de la Universidad de Oriente está ubicado en la ciudad de Barcelona, originalmente este terreno pertenecía a la periferia de la ciudad pero, con el desarrollo de la conurbación entre Lechería, Barcelona y Puerto La Cruz, pasó a formar parte del centro geográfico de la misma. El recinto cuenta con una envidiable localización en un punto de muy fácil acceso entre las dos principales avenidas de la ciudad: la Av. Jorge Rodríguez y la Av. Argimiro Gabaldon.
Cuenta con más de 10 edificios, múltiples áreas deportivas, biblioteca, auditorio, comedor universitario. La población estudiantil proviene de múltiples locaciones de toda la zona oriental debido al sistema de becas y ayudantías que posee la universidad para ayudar a los estudiantes de orígenes humildes.

## Carreras

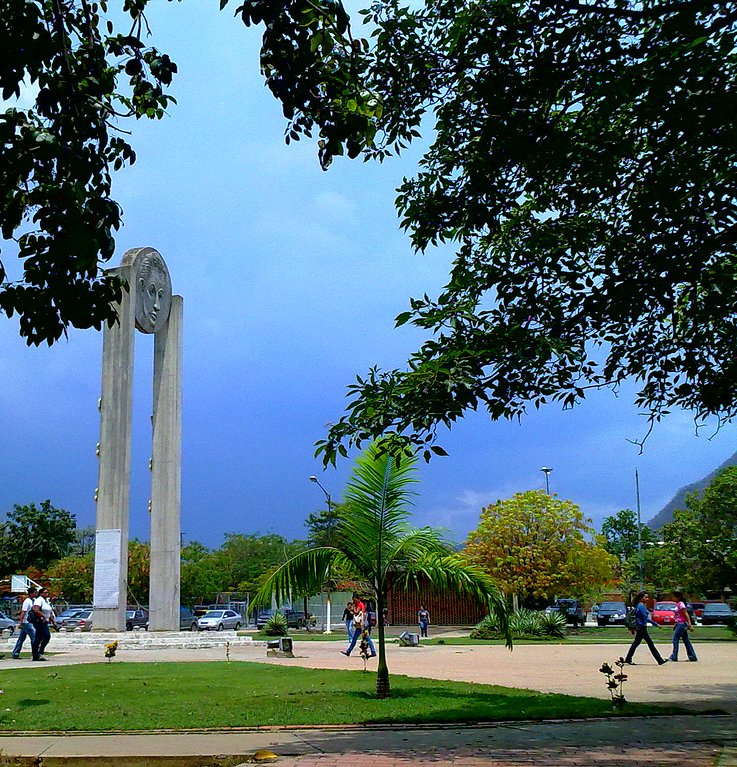
Vista lateral de la Plaza de la Moneda.

El núcleo de Anzoategui posee 3 escuelas principales: Ingeniería y Ciencias Aplicadas, Ciencias de La Salud y Ciencias Administrativas además de centros de estudio e investigación. Posee además una extensión en la región centro-sur del estado.

## Símbolos y Tradiciones
Himno de la Universidad de Oriente
Letra: Lucila Velásquez (†)
Música: Inocente Carreño
CORO
Acercaos, juventud, al Oriente
caminad a la puerta triunfal
de la casa más alta, que vierte
su Orinoco de luz Torrencial
I
Somos jóvenes recios y al pueblo
lo llevamos al hombro, en la piel,
y en el río Manzares, del pecho,
excavamos el agua por él.
II
De petróleo es la fruta amarilla
con que estamos haciendo el laurel
para ornar la medalla sencilla
que labramos con hierro y con miel.
III
Y estudiamos la luz de la aurora
para hacer una lámpara fiel
y llevarla a los campos de historia
que, en Oriente, son aula y taller.